# Agence nationale de promotion des investissements du Gabon
L'Agence Nationale de Promotion des Investissements du Gabon (ANPI-Gabon) est un établissement public à caractère administratif rattachée à la Présidence du Gabon et placée sous la tutelle technique du ministère chargé du Développement Durable, de l’Économie, de la Promotion des Investissements et de la Prospective. Elle impulse et assure le suivi des réformes visant à améliorer le cadre des affaires au Gabon.